# Карел Сірардус ван Гогендорп
Карел Сірардус Віллем, граф ван Гогендорп (нід. Carel Sirardus Willem van Hogendorp; 15 серпня 1788 — 29 жовтня 1859) — голландський військовий і політичний діяч. Виконував обов'язки генерал-губернатора Голландської Ост-Індії з 1840 по 1841 роки.

## Біографія
Карел Сірардус ван Гогендорп народився в Бенгалії. Він був старшим сином Дірка ван Гогендорпа і Елізабети Маргарити Бартло. В дитинстві Карел був відправленний на навчання до Нідерландів. Його батько був чиновником в VOC, займав посади торгівця в Патні, на острові Онруст і в Джапарі (Кунінган). Після того, як в 1799 році Дірка ван Гогендорпа заарештовують за критику колоніальної адміністрації щодо поводженя з яванцями, Карел ван Гогендорп виїздить до Європи.
Під опікою свого батька, який швидко зробив кар'єру в Батавській республіці і Королівстві Голландія, молодий ван Гогендорп піднімається в рядах армії. Влітку 1806 року він стає кадетом-добровольцем на військовому кораблі "Neptunus". Бере участь в бойових діях проти британців. В 1810 році він стає капітаном в генеральному штабі французької імператорської армії через зв'язки його батька з Наполеоном. Навесні 1811 року він одружується з Сесилією Катериною Олів'є. На весіллі свідком виступав сам імператор. Поряд з батьком брав участь в битві під Ватерлоо. В 1816 році батько їде до Бразилії, а Карел звільняється з військової служби.
Ван Гогенсдорпу допоміг дядько, Гейсберт Карел ван Гогендорп. На відміну від свого брата, він підтримував оранжистів, а після війни допоміг призначити небожа в Ост-Індію.
Одразу по прибутті в Батавію навесні 1817 року, ван Гогендорп був призначений генерал-губернатором ван дер Капелленом резидентом (нід. resident) Бейтензоргу. Це призначення загалом відповідало післянаполеонівській політиці Нідерландів: енергійні і відповідальні люди, які, однак, підтримували Наполеона, могли знайти своє місце в колоніях. Такими людьми були, наприклад, генерал-губернатори Дендельс і ван дер Капеллен.
В 1827 році ван Гогендорп повернувся в Нідерланди. Він написав низку праць, зокрема Tafereelen van Javaansche Zeeden і Iets over de handel op Nederlandsch Indië en de Nederlandsche Handel Maatschappij', uitgegeven in 1833\35.
В 1837 році він був призначений членом Ради Індій і знову відправився до Батавії. В червні 1840 року після смерті генерал-губернатора де Еренса, ван Гогендорп виконував обов'язки генерал-губернатора, поки Пітер Меркус не прибув до Ост-Індії. В подальшому ван Гогендорп був постійним членом Ради Індій. В 1848 році він написав історичну статтю в двох частинах про завоювання Балі:  Pièce de circonstance sur la conquête de Bali.
На початку 1853 року він разом з дружиною відплив до Нідерландів, де помер 29 жовтня 1859 року.